# Рижское пехотное юнкерское училище
Рижское пехотное юнкерское училище — юнкерское военно-учебное заведение Российской империи, занимавшееся подготовкой офицеров пехоты для частей Российской императорской армии.

## История
16 июня 1865 года распоряжением военного министра генерала Д. А. Милютина при штабе Рижского военного округа было создано Рижское пехотное юнкерское училище для подготовки офицерских кадров для частей Рижского военного округа, с 1865 по 1869 годы училище готовило офицеров и для Петербургского военного округа. По общим вопросам училище состояло в ведении командующего Рижского военного округа, по  учебной части училище было подчинено ГУВУЗу, по строевой части — Главному штабу Русской императорской армии.
В 1865 году первым начальником училища был назначен полковник В. П. Витторф. В строевом и воспитательном отношении училище состояло из одной роты, которая делилась на четыре отделения, в штате училища состояло семь офицеров и двести юнкеров. В учебном отделении под руководством инспектора классов, преподавательский состав набирался из офицеров Рижского военного округа, а гражданские преподаватели из учебных заведений Рижского учебного округа. Вопросы связанные с усовершенствованием учебного процесса решались на учебном комитете училища под руководством начальника училища и всех офицеров и преподавательского состава, решения этого комитета направлялось на рассмотрение в  ГУВУЗ. 
Для поступления в училище кандидаты не могли быть моложе семнадцати летнего возраста и должны были иметь соответствующее образование, полный курс военной прогимназии или реального училища. Учебный курс в училище делился на два класса: младший и старший. В младшем классе юнкера проходили: уставы, географию, математику, топографию, закон божий, русский язык, черчение и историю. В старших классах проходили: военные уставы и администрацию, военное судопроизводство, тактику, оружейное и артиллерийское дело и фортификацию. Теоретическое обучение проводилось в течение семи месяцев, после чего начиналась практическое обучение в военных лагерях. В училище юнкера делились на три разряда: при зачислении в штат училища все юнкера причислялись ко второму разряду, но в последующем в зависимости от своих успехов в учёбе и дисциплинированности делились с первого высшего разряда до третьего низшего разряда, юнкера состоящие в третьем разряде по окончании училища могли быть не произведены в офицеры.
22 сентября 1870 года Рижский военный округ был расформирован и Рижское пехотное юнкерское училище Высочайшим приказом вошло в состав Виленского военного округа. С 1871 года юнкеров училища начали обучать преподаванию военной гигиены и общей грамотности нижних чинов  солдатской школы Рижского местного батальона. Выпускные экзамены старших классов проводились особой комиссией состоящей из руководителя комиссии в чине генерала и его заместителей: офицера Генерального штаба и 
общевойскового офицера, результаты экзаменов и выводы по нему докладывались комиссией Военному министерству. Юнкера показавшие лучшие результаты на выпускных экзаменах выпускались по I разряду, менее значимые результаты по II результату.
2 ноября 1878 года по распоряжению Главного штаба и с одобрения Императора Александра II были установлены две доски из чёрного мрамора с именами погибших офицеров — выпускников Рижского юнкерского училища в Русско-турецкой войне и вменялось в обязанность каждый год 18 февраля накануне подписания Сан-Стефанского мира совершать торжественную панихиду по этим офицерам.
4 августа 1886 года по Высочайшему указу и по приказу военного министра П. С. Ванновского №224 Рижское пехотное училище было ликвидировано и последний состав юнкеров был произведён в офицерские чины и направлен в состав действующей армии, младший курс юнкеров был переведён в состав Виленского военного училища. Офицерский состав училища так же был направлен в состав частей к которым был приписан. В последующем выпускники училища участвовали в Русско-японской войне, шестнадцать из которых погибли. На 1914 год в период Первой мировой войны в составе Русской императорской армии состояли десять генералов и сорок восемь полковников — выпускников Рижского юнкерского училища.

## Командование
Основной источник:
- 1865—1869 — полковник Витторф, Владимир Павлович
- 1869—1874 — полковник Левачёв, Илларион Михайлович
- 1874—1880 — полковник Сидоренко, Николай Максимович
- 1880—1886 — полковник Люце, Алексей Фёдорович

## Известные выпускники и преподаватели
- Сахаров, Владимир Викторович — генерал от инфантерии[5]
- Гернгросс, Александр Алексеевич — генерал от инфантерии[6]
- Стельницкий, Станислав Феликсович — генерал от инфантерии[7]
- Утгоф, Лев Карлович — генерал от инфантерии[8]
- Лошунов, Иосиф Семенович — генерал-лейтенант[9]
- Бер, Сергей Эрнестович — генерал-лейтенант[10]
- Езерский, Семён Иванович — генерал-лейтенант
- Лаврентьев, Антон Дмитриевич — генерал-лейтенант[11]
- Симансон, Давид Петрович — генерал-майор[12]
- Первушин, Михаил Григорьевич — генерал-майор[13]
- Межак, Пётр Каспарович — генерал-майор[14]
- Боронок, Алексей Никитич — генерал-майор
- Ларионов, Николай Степанович — генерал-майор[15]
- Пигулевский, Михаил Фавстович — генерал-майор[16]
- Знаменский, Фёдор Фёдорович — генерал-майор[17]
- Киборт, Леонтий Леонтьевич — полковник, генерал майор в отставке